# Manuela Manda
Manuela Manda (n. 22 iulie 1980, Caracal) este o jucătoare română de handbal. Ea evoluează pe postul de pivot la echipa CS Dinamo (handbal feminin).
Ultima echipă pentru care a jucat a fost ASC Corona 2010 Brașov, în sezonul 2013/14. Sezonul trecut nu a putut juca pentru că a fost însărcinată.